# Głodno (osada leśna w powiecie grodziskim)
Głodno – osada leśna w Polsce, położona, w województwie wielkopolskim, w powiecie grodziskim, w gminie Rakoniewice, ok. 1 km na zachód od Gnina. Leśniczówka, wiata turystyczna.
W latach 1975–1998 miejscowość należała administracyjnie do województwa poznańskiego.